# Iglesia de San Bartolomé (Arcones)
La iglesia de San Bartolomé está en Arcones, Segovia, España.

## Descripción
De esta humilde iglesia, perdida por la ruina y el derribo, apenas quedan restos de su edificación aunque podemos hacer una lectura de su planta y del desarrollo de la construcción.
Se trata de una pequeña construcción de mampostería de una sola nave rematada en su cabecera con un ábside semicircular, a los pies esta apoada en estribos o contrafuertes exteriores.
Por lo que podemos interpretar del derrumbe y de los materiales, la portada al mediodía debió ser sencilla y dotada de arquivolta con guardapolvos liso apoyada sobre una pareja de columnas y jambas con capiteles sencillos.
En el ábside debió abrirse un ventanal central con sencillas columnas y canecillos de nacela que cobijara la saetera de iluminación del propio ábside.
En el interior del templo la nave estaría cubierta con bóveda de horno.Las tallas y bienes muebles que guardaba se encuentran ahora en la iglesia de San Miguel de Arcones.
Esta interesante iglesia del románico rural segoviano mantiene la traza por la dedicación e interés de sus vecinos en no perder su escaso patrimonio, levantado con su esfuerzo la traza y los vestigios que ahora vemos, precisando de una urgente intervención que frene su actual ruina.
En esta iglesia de Colladillo las gentes de Matabuena eran bautizadas, al ser esta aneja a la parroquia de San Cristóbal.
- Datos: Q5909951